# Беренде (Софийская область)
Беренде (болг. Беренде) — село в Болгарии. Находится в Софийской области, входит в общину Драгоман. Население составляет 26 человек (2022).

## Политическая ситуация
В местном кметстве Калотина, в состав которого входит Беренде, должность кмета (старосты) исполняет Лидия Естова Божилова (независимый) по результатам выборов.
Кмет (мэр) общины Драгоман — Соня Стоянова Дончева (Болгарская социалистическая партия (БСП)) по результатам выборов.